# الدرجة (ريمة)
الدرجة هي إحدى قرى مديرية مزهر بمحافظة ريمة اليمنية، بلغ تعداد سكانها 1579 نسمة حسب الإحصاء الذي جرى عام 2004.